# Manfred Schnelldorfer
Manfred Schnelldorfer, född 2 maj 1943 i München, är en tysk före detta konståkare.
Schnelldorfer blev olympisk guldmedaljör i konståkning vid vinterspelen 1964 i Innsbruck.